# Bentzi Gopstein

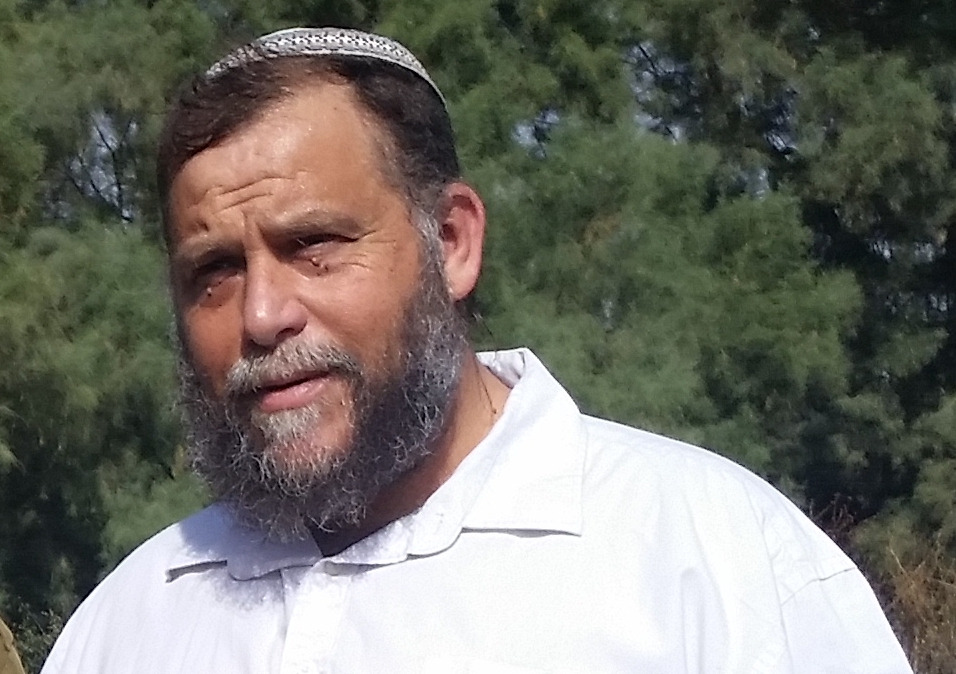
Bentzi Gopstein

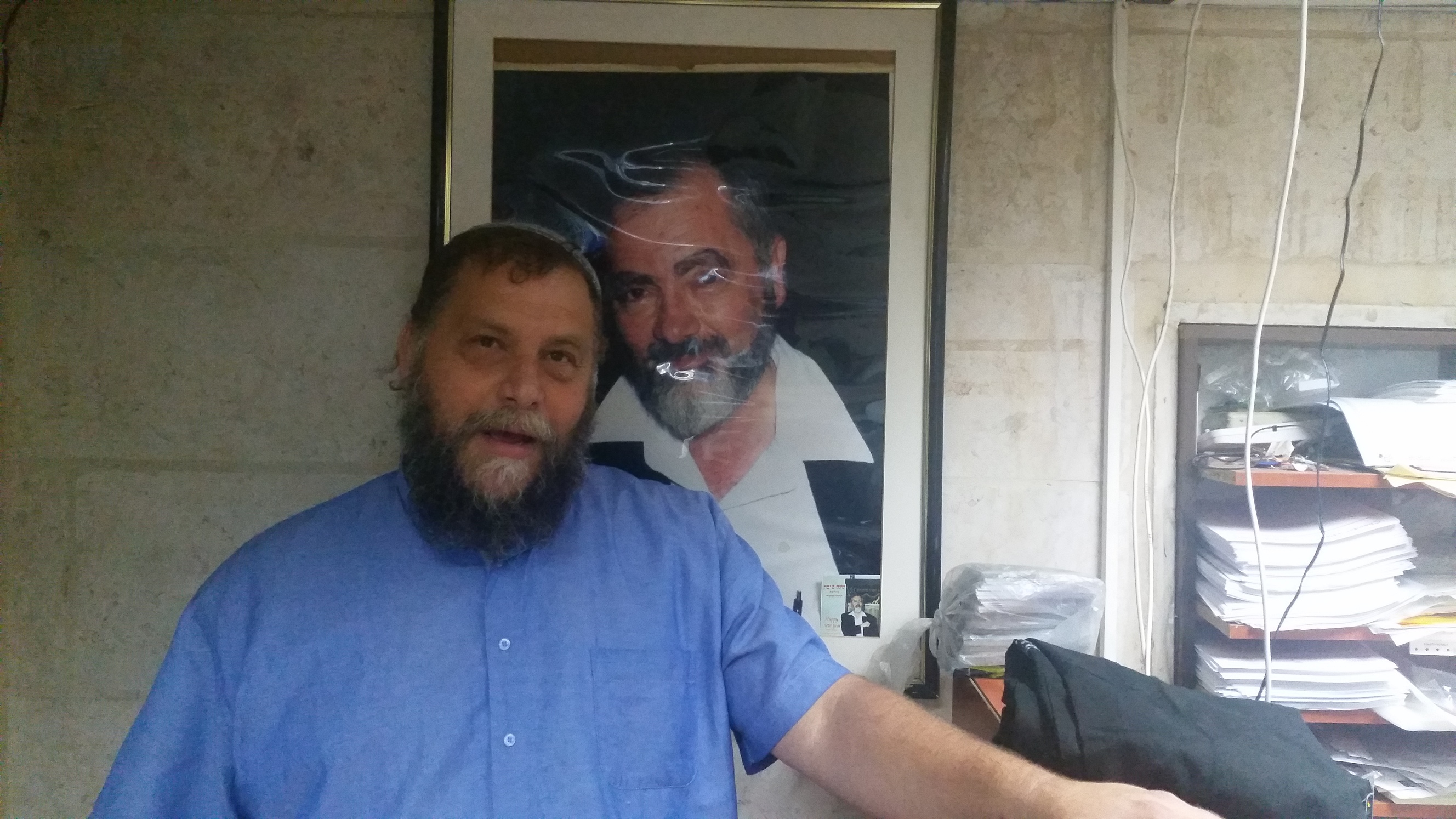
Gopstein vor einem Bild von Meir Kahane (2016)

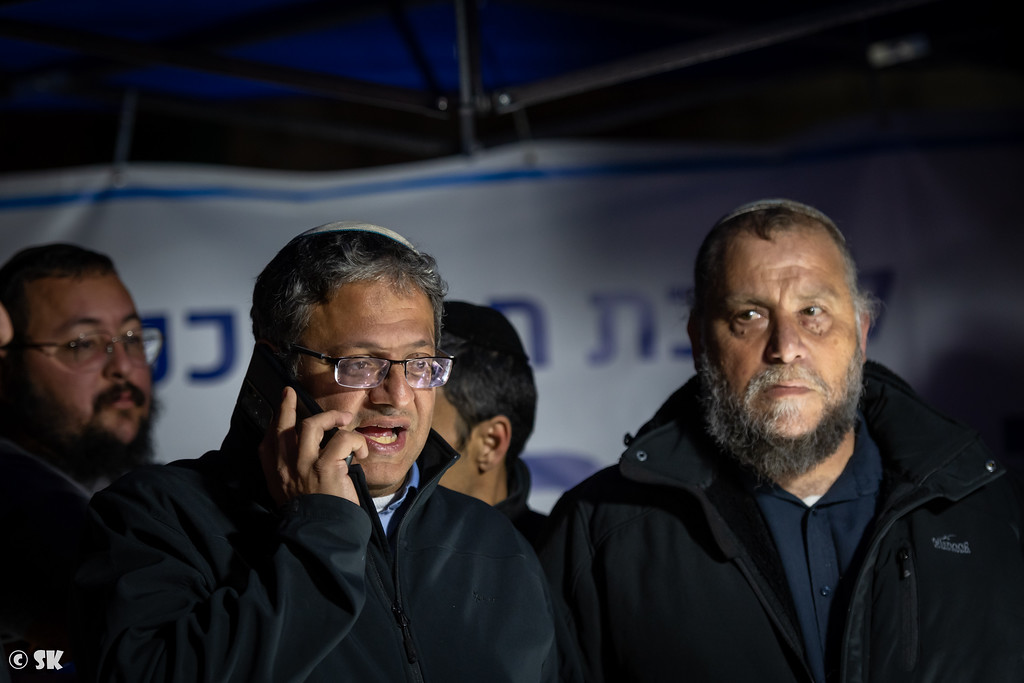
Gopstein (rechts) und Itamar Ben-Gvir in Scheich Dscharrah im besetzten und annektierten Ostjerusalem (2022)

Ben-Zion »Bentzi« Gopstein (hebräisch בן־ציון "בנצי" גופשטיין, * 10. September 1969) ist ein rechtsradikaler israelischer Politiker der Partei Otzma Jehudit und Siedler im besetzten Westjordanland. Gopstein ist ein Schüler von Meir Kahane und Anhänger seiner Ideologie, Gründer und Leiter der Organisation von »Lehava« (einer Organisation gegen Ehen zwischen Juden und Nicht-Juden) sowie Führungsmitglied der israelischen Siedlung Kirjat Arba bei Hebron.
Im August 2019 wurde Gopstein vom Obersten Gericht Israels von der Kandidatur bei der Knesset-Wahl ausgeschlossen. Im November 2019 wurde er wegen Aufhetzung zu Terrorismus, Gewalt und Rassismus angeklagt. Im April 2024 wurde er von der US-amerikanischen Regierung sowie von der Europäischen Union mit Sanktionen belegt.
Gopstein ist Berater des rechtsextremen Sicherheitsministers Itamar Ben-Gvir.